# Sciëntisme
Sciëntisme (v. Lat. scientia = wetenschap) is de benaming, veelal pejoratief, voor de wijsgerig-wetenschappelijke stelling die stelt dat de (positivistisch opgevatte) wetenschap de enige route is om tot valide kennis te komen. Aanhangers van het sciëntisme vinden natuurwetenschap superieur aan alle andere interpretaties van het leven, zoals filosofische, religieuze, mythische, spirituele of humanistische interpretaties, en aan de andere takken van wetenschap, zoals de menswetenschappen. Het sciëntisme wordt in de filosofie veelal gezien als een "diep onjuiste kennistheorie" die geen recht doet aan hoe wetenschap daadwerkelijk werkt. Het sciëntisme ontstond in de 19e eeuw.
De term werd gebruikt door menswetenschappers zoals Friedrich Hayek (1899-1992) en Karl Popper (1902-1994) om hun gedachten te verwoorden omtrent de onderliggende houdingen en overtuigingen van vele wetenschappers.
In feite stelt sciëntisme wetenschap en filosofie gelijk en ontkent het daarmee specifiek filosofische problemen.
Ernest Renan (1823-1890) en Hippolyte Taine (1828-1893) waren bekende sciëntisten. Auguste Villiers de L'Isle-Adam (1838-1889) en C.S. Lewis (1898-1963) bestreden het sciëntisme.  Ook paus Johannes Paulus II (1920-2005) waarschuwde voor het sciëntisme in zijn encycliek Fides et Ratio. Prominente wetenschappers die denkbeelden aanhangen die passen binnen het scientisme zijn Dick Swaab, Frans de Waal en  Maarten Boudry.